# Gran Premio de Alemania de Motociclismo de 2000
El Gran Premio de Alemania de Motociclismo de 2000 fue la décima prueba del Campeonato del Mundo de Motociclismo de 2000. Tuvo lugar en el fin de semana del 21 al 23 de julio de 2000 en Sachsenring, situado en Hohenstein-Ernstthal, Sajonia, Alemania. La carrera de 500cc fue ganada por Alex Barros, seguido de Valentino Rossi y Kenny Roberts, Jr.. Olivier Jacque ganó la prueba de 250cc, por delante de Tohru Ukawa y Shinya Nakano. La carrera de 125cc fue ganada por Youichi Ui, Roberto Locatelli fue segundo y Simone Sanna tercero.

## Resultados 500cc
| Pos. | N.º | Piloto              | Constructor | Vueltas | Tiempo/Retirado | Parrilla | Puntos |
| ---- | --- | ------------------- | ----------- | ------- | --------------- | -------- | ------ |
| 1    | 10  | Alex Barros         | Honda       | 31      | 43:54.632       | 2        | 25     |
| 2    | 46  | Valentino Rossi     | Honda       | 31      | +0.078          | 6        | 20     |
| 3    | 2   | Kenny Roberts, Jr.  | Suzuki      | 31      | +0.864          | 1        | 16     |
| 4    | 4   | Max Biaggi          | Yamaha      | 31      | +1.263          | 3        | 13     |
| 5    | 8   | Tadayuki Okada      | Honda       | 31      | +1.674          | 10       | 11     |
| 6    | 65  | Loris Capirossi     | Honda       | 31      | +3.014          | 4        | 10     |
| 7    | 55  | Régis Laconi        | Yamaha      | 31      | +13.606         | 14       | 9      |
| 8    | 5   | Sete Gibernau       | Honda       | 31      | +13.917         | 12       | 8      |
| 9    | 7   | Carlos Checa        | Yamaha      | 31      | +14.019         | 17       | 7      |
| 10   | 24  | Garry McCoy         | Yamaha      | 31      | +20.085         | 11       | 6      |
| 11   | 6   | Norick Abe          | Yamaha      | 31      | +26.590         | 15       | 5      |
| 12   | 25  | José Luis Cardoso   | Honda       | 31      | +29.564         | 18       | 4      |
| 13   | 9   | Nobuatsu Aoki       | Suzuki      | 31      | +49.188         | 7        | 3      |
| 14   | 27  | Luca Cadalora       | Modenas     | 31      | +53.542         | 16       | 2      |
| 15   | 43  | Paolo Tessari       | Paton       | 30      | +1 Vuelta       | 20       |        |
| Ret  | 31  | Tetsuya Harada      | Aprilia     | 27      | Caída           | 9        |        |
| Ret  | 1   | Àlex Crivillé       | Honda       | 12      | Colisión        | 13       |        |
| Ret  | 17  | Jurgen vd Goorbergh | TSR-Honda   | 12      | Colisión        | 5        |        |
| Ret  | 99  | Jeremy McWilliams   | Aprilia     | 8       | Caída           | 8        |        |
| DNS  | 56  | Tekkyu Kayo         | TSR-Honda   | 0       | No corrió       | 19       |        |
| DNQ  | 18  | Sebastién Le Grelle | Honda       |         | No clasificó    |          |        |
| DNQ  | 20  | Phil Giles          | Honda       |         | No clasificó    |          |        |

- Pole position: Kenny Roberts, Jr., 1:23.168
- Vuelta Rápida: Tadayuki Okada, 1:23.918

## Resultados 250cc
| Pos. | N.º | Piloto             | Constructor | Vueltas | Tiempo/Retirado | Parrilla | Puntos |
| ---- | --- | ------------------ | ----------- | ------- | --------------- | -------- | ------ |
| 1    | 19  | Olivier Jacque     | Yamaha      | 30      | 42:15.207       | 1        | 25     |
| 2    | 4   | Tohru Ukawa        | Honda       | 30      | +11.689         | 2        | 20     |
| 3    | 56  | Shinya Nakano      | Yamaha      | 30      | +21.810         | 5        | 16     |
| 4    | 74  | Daijirō Katō       | Honda       | 30      | +30.105         | 7        | 13     |
| 5    | 26  | Klaus Nöhles       | Aprilia     | 30      | +31.781         | 4        | 11     |
| 6    | 44  | Roberto Rolfo      | Aprilia     | 30      | +32.291         | 11       | 10     |
| 7    | 21  | Franco Battaini    | Aprilia     | 30      | +33.336         | 10       | 9      |
| 8    | 6   | Ralf Waldmann      | Aprilia     | 30      | +49.750         | 6        | 8      |
| 9    | 9   | Sebastián Porto    | Yamaha      | 30      | +50.214         | 12       | 7      |
| 10   | 14  | Anthony West       | Honda       | 30      | +54.596         | 9        | 6      |
| 11   | 16  | Johan Stigefelt    | TSR-Honda   | 30      | +55.353         | 14       | 5      |
| 12   | 10  | Fonsi Nieto        | Yamaha      | 30      | +59.592         | 16       | 4      |
| 13   | 22  | Sébastien Gimbert  | TSR-Honda   | 30      | +1:07.700       | 17       | 3      |
| 14   | 8   | Naoki Matsudo      | Yamaha      | 30      | +1:15.446       | 21       | 2      |
| 15   | 37  | Luca Boscoscuro    | Aprilia     | 30      | +1:16.320       | 25       | 1      |
| 16   | 11  | Ivan Clementi      | Aprilia     | 30      | +1:27.342       | 26       |        |
| 17   | 23  | Julien Allemand    | Yamaha      | 29      | +1 Vuelta       | 22       |        |
| 18   | 18  | Shahrol Yuzy       | Yamaha      | 29      | +1 Vuelta       | 30       |        |
| 19   | 42  | David Checa        | TSR-Honda   | 29      | +1 Vuelta       | 29       |        |
| 20   | 76  | Dirk Heidolf       | Yamaha      | 29      | +1 Vuelta       | 32       |        |
| 21   | 24  | Jason Vincent      | Aprilia     | 29      | +1 Vuelta       | 18       |        |
| 22   | 31  | Lucas Oliver Bultó | Yamaha      | 29      | +1 Vuelta       | 24       |        |
| 23   | 78  | Dirk Reissmann     | Yamaha      | 29      | +1 Vuelta       | 27       |        |
| 24   | 15  | Adrian Coates      | Aprilia     | 29      | +1 Vuelta       | 23       |        |
| 25   | 75  | Mathias Neukirchen | Yamaha      | 29      | +1 Vuelta       | 31       |        |
| 26   | 20  | Jerónimo Vidal     | Aprilia     | 29      | +1 Vuelta       | 19       |        |
| 27   | 79  | Andreas Gobel      | Honda       | 28      | +2 Vueltas      | 33       |        |
| Ret  | 77  | Jamie Robinson     | Aprilia     | 21      |                 | 8        |        |
| Ret  | 35  | Marco Melandri     | Aprilia     | 12      |                 | 3        |        |
| Ret  | 41  | Jarno Janssen      | TSR-Honda   | 6       |                 | 20       |        |
| Ret  | 30  | Alex Debón         | Aprilia     | 6       |                 | 13       |        |
| Ret  | 80  | Christian Gemmel   | Honda       | 2       |                 | 28       |        |
| Ret  | 25  | Vincent Philippe   | TSR-Honda   | 0       |                 | 15       |        |

- Pole position: Olivier Jacque, 1:23.396
- Vuelta Rápida: Olivier Jacque, 1:23.575

## Resultados 125cc
| Pos. | N.º | Piloto             | Constructor | Vueltas | Tiempo/Retirado | Parrilla | Puntos |
| ---- | --- | ------------------ | ----------- | ------- | --------------- | -------- | ------ |
| 1    | 41  | Youichi Ui         | Derbi       | 29      | 42:02.197       | 1        | 25     |
| 2    | 4   | Roberto Locatelli  | Aprilia     | 29      | +7.530          | 2        | 20     |
| 3    | 16  | Simone Sanna       | Aprilia     | 29      | +17.306         | 3        | 16     |
| 4    | 21  | Arnaud Vincent     | Aprilia     | 29      | +18.655         | 20       | 13     |
| 5    | 32  | Mirko Giansanti    | Honda       | 29      | +18.794         | 13       | 11     |
| 6    | 26  | Ivan Goi           | Honda       | 29      | +27.896         | 11       | 10     |
| 7    | 22  | Pablo Nieto        | Derbi       | 29      | +33.535         | 19       | 9      |
| 8    | 8   | Gianluigi Scalvini | Aprilia     | 29      | +33.767         | 18       | 8      |
| 9    | 29  | Ángel Nieto Jr     | Honda       | 29      | +34.131         | 10       | 7      |
| 10   | 17  | Steve Jenkner      | Honda       | 29      | +40.321         | 25       | 6      |
| 11   | 34  | Eric Bataille      | Honda       | 29      | +40.664         | 27       | 5      |
| 12   | 51  | Marco Petrini      | Aprilia     | 29      | +44.699         | 22       | 4      |
| 13   | 5   | Noboru Ueda        | Honda       | 29      | +57.278         | 4        | 3      |
| 14   | 74  | Jarno Müller       | Honda       | 29      | +1:09.172       | 24       | 2      |
| 15   | 35  | Reinhard Stolz     | Honda       | 29      | +1:14.460       | 26       | 1      |
| 16   | 75  | Achim Kariger      | Honda       | 29      | +1:19.552       | 29       |        |
| 17   | 77  | Andreas Hahn       | Honda       | 28      | +1 Vuelta       | 30       |        |
| 18   | 78  | Jakub Smrž         | Honda       | 28      | +1 Vuelta       | 23       |        |
| Ret  | 76  | Jascha Büch        | Yamaha      | 21      |                 | 31       |        |
| Ret  | 24  | Leon Haslam        | Italjet     | 19      |                 | 28       |        |
| Ret  | 9   | Lucio Cecchinello  | Honda       | 10      |                 | 9        |        |
| Ret  | 11  | Max Sabbatani      | Honda       | 7       |                 | 12       |        |
| Ret  | 53  | William De Angelis | Aprilia     | 6       |                 | 21       |        |
| Ret  | 1   | Emilio Alzamora    | Honda       | 3       |                 | 6        |        |
| Ret  | 39  | Jaroslav Huleš     | Italjet     | 2       |                 | 16       |        |
| Ret  | 12  | Randy de Puniet    | Aprilia     | 1       |                 | 14       |        |
| Ret  | 15  | Alex De Angelis    | Honda       | 0       |                 | 17       |        |
| Ret  | 18  | Toni Elías         | Honda       | 0       |                 | 15       |        |
| Ret  | 23  | Gino Borsoi        | Aprilia     | 0       |                 | 8        |        |
| Ret  | 3   | Masao Azuma        | Honda       | 0       |                 | 5        |        |
| Ret  | 54  | Manuel Poggiali    | Derbi       | 0       |                 | 7        |        |

- Pole position: Youichi Ui, 1:25.460
- Vuelta Rápida: Youichi Ui, 1:26.150